# Guy de Blanchefort (grand maître)
Pour les articles homonymes, voir Guy de Blanchefort et Blanchefort.
Guy de Blanchefort, né à Bois-Lamy, commune de Moutier-Malcard dans le comté de la Marche (actuelle Creuse) après 1446, mort en mer Méditerranée le 24 novembre 1513, fut le 42e grand maître des Hospitaliers de l'ordre de Saint-Jean de Jérusalem (1512–1513).

## L'ombre de Pierre d'Aubusson

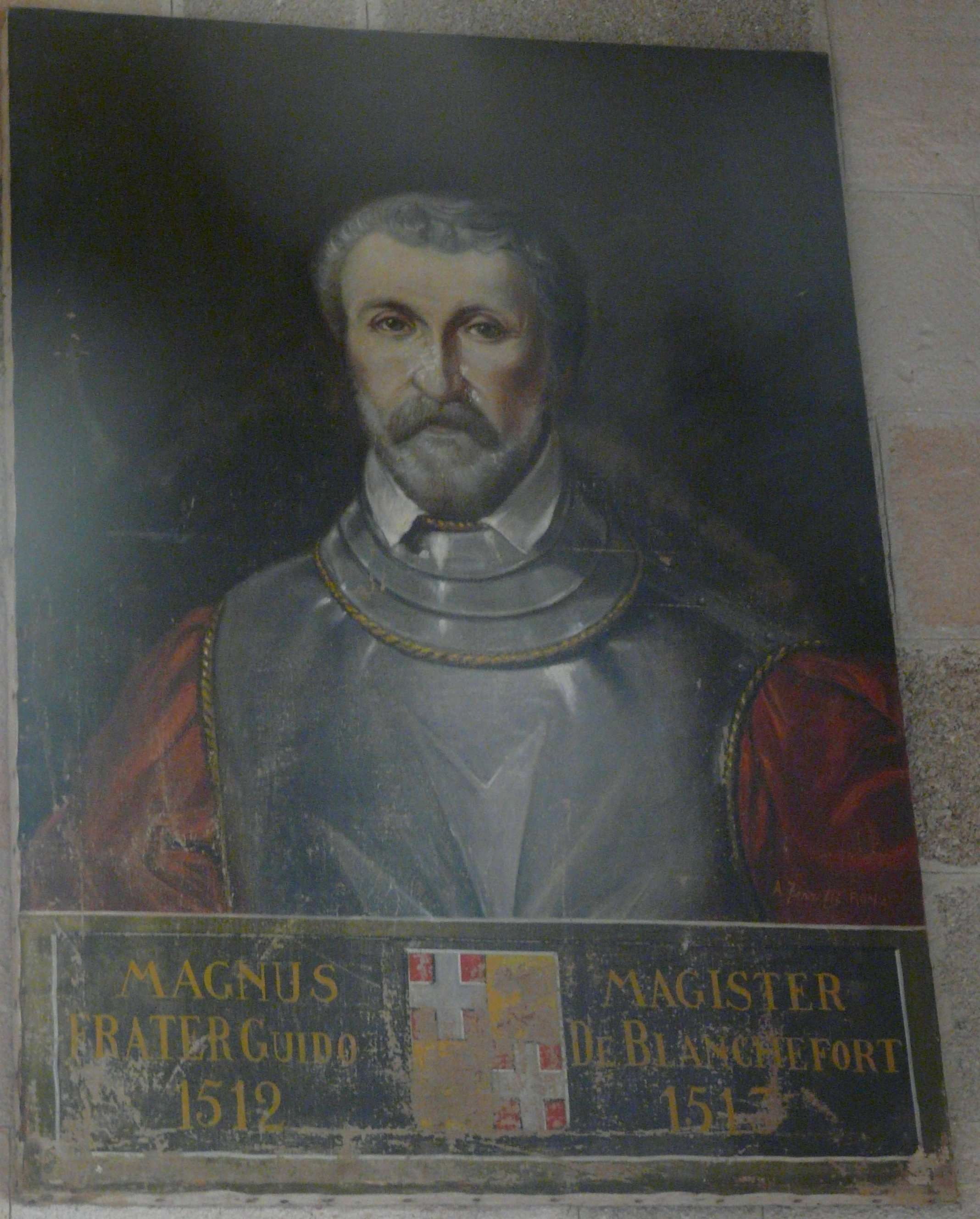

Second fils de Guy III de Blanchefort et de Souveraine d'Aubusson (sœur cadette de Pierre d'Aubusson, grand maître des Hospitaliers de Saint-Jean de Jérusalem), Guy de Blanchefort est admis dans l'ordre des Hospitaliers où il bénéficie sa vie durant de la confiance et de la protection de son oncle. D'après une inscription dans l'église Saint-Jean de Bourganeuf, datée de 1486, il est commandeur de Morterolles (Limousin) et commandeur de Chypre. Lorsque son oncle est élu grand maître de l'Ordre (juin 1476), il lui succède dans ses fonctions de prieur de la langue d'Auvergne. Il est chargé en février 1480 d'une mission auprès de Louis XI et du pape Sixte IV afin de recueillir en France et en Europe des fonds, des armes et des munitions en vue de préparer la défense de Rhodes face à un  assaut ottoman qui semblait imminent.
En septembre 1482, c'est à Guy de Blanchefort que Pierre d'Aubusson confie la garde du prince ottoman Zizim. Hébergé d'abord à Nice, puis dans le Dauphiné, et peut-être à Morterolles, le prince séjourne finalement de 1486 à 1488 dans la Tour Zizim construite à son intention à Bourganeuf sur ordre de Blanchefort. En novembre 1488, c'est toujours Guy de Blanchefort qui escorte Zizim jusqu'à Rome, où il est remis au pape Innocent VIII en mars de l'année suivante,.

## Un combattant
On a quelquefois réduit la vie de Guy de Blanchefort à celle d'un geôlier exécutant aveuglément les ordres de son oncle Pierre. Outre le fait que l'admission dans l'ordre des Hospitaliers impliquait l'acceptation du triple vœu de pauvreté, chasteté, et obéissance, il devait pourtant se révéler comme un valeureux combattant à la tête d'une escadre française.
En juin 1499, une flotte turque, commandée par le kapoudan pacha Daoud se dirige vers la côte occidentale de la Grèce afin d'y appuyer une armée destinée à prendre le contrôle des dernières cités (Lépante, Modon, Coron, Navarin, Nauplie) échappant encore à la domination ottomane. La flotte française, renforcée par deux ou trois vaisseaux des Hospitaliers, placée sous le commandement de Blanchefort, rejoint en juillet la flotte vénitienne afin de bloquer le passage à l'escadre ottomane. En août, les premiers engagements sont à l'avantage des Vénitiens et des Français. Lors d'un second affrontement, le 20 août, la flotte turque se dérobe et tente à nouveau de forcer le passage pour entrer dans le golfe de Patras. C'est l'escadre française, au premier rang de laquelle combat la grande caraque de Rhodes, qui se porte à sa rencontre. L'avantage appartient alors aux Français, mais, contre toute attente, au lieu de se porter en avant pour parachever la victoire, l'escadre vénitienne, commandée par Grimani, gagne la pleine mer. Le kapoudan pacha Daoud, qui conserve l'avantage du nombre en dépit de ses pertes, peut alors investir le golfe de Patras. L'armée turque débarquera et réduira en quelques semaines les possessions vénitiennes. Blanchefort n'aura plus qu'à cingler vers Rhodes.

## Grand maître
C'est au grand prieuré de Bourganeuf, où il séjourne en 1512, qu'il apprend que le chapitre de l'Ordre, réuni à Rhodes, l'a élu grand maître en remplacement d'Emery d'Amboise, qui lui-même avait succédé à Pierre d'Aubusson. Blanchefort mourra durant son voyage vers Rhodes en 1513. Sa dépouille sera amenée et inhumée à Rhodes dans l'église Saint-Jean. 
On peut toujours voir à Rhodes l'auberge de la Langue d'Auvergne. Elle  conserve, au-dessus de la porte d'entrée, l'inscription suivante en caractères gothiques : « D'Auvargne, le ĝ pour, F. Guy de Blāchefort, 1507 » (D'Auvergne, le grand prieur, Frère Guy de Blanchefort), indiquant qu'à cette dédicace que Blanchefort y avait fait effectuer à ses frais des travaux de restauration ou d'agrandissement.

## Sources
- Gilles Rossignol, Pierre d’Aubusson, « le bouclier de la chrétienté » : Les Hospitaliers à Rhodes, Besançon, La Manufacture, 1991.